# Tĩnh Lạc

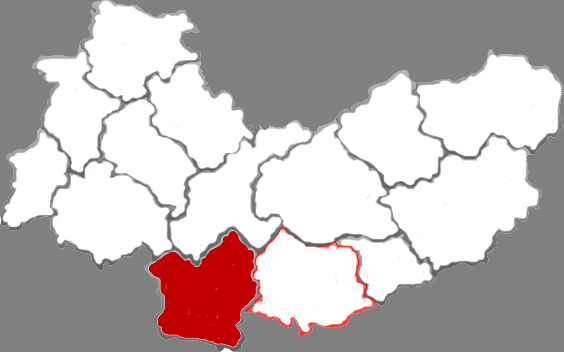

Tĩnh Lạc (chữ Hán giản thể: 静乐县, âm Hán Việt: Tĩnh Lạc huyện) là một huyện thuộc địa cấp thị Hãn Châu, tỉnh Sơn Tây, Cộng hòa Nhân dân Trung Hoa. Huyện Tĩnh Lạc có diện tích 2369 km², dân số năm 2003 là 240.000 người. Huyện Tĩnh Lạc có 4 trấn và 18 hương.
- Trấn: Thành Quan, Đỗ Gia Thôn, Khang Gia Hội, Phong Nhuận.
- Hương: Đường Nhi Thượng, Điêu Nhi Câu, Trung Trang, Tuyền Trang, Song Lộ, Xoá Thượng, Tân Thôn, Mã Phường, Vương Thôn, Tây Pha Nhai, Bộ Lục Xã, Trạch Thiện, Thần Dục Câu, Nương Tử Thần, Sa Bà, Xích Nê Oa, Long Gia Trang, Đoạn Gia Trại.